# 亞代爾縣 (密蘇里州)
亞代爾縣（英語：Adair County）是美國密蘇里州北部的一個縣。面積1,475平方公里。根據美國2000年人口普查，共有人口24,977。縣治柯克斯維爾（Kirksville）。
成立於1841年1月29日。縣名紀念肯塔基州第八任州長约翰·阿代尔（John Adair）。
40°11′N 92°36′W / 40.19°N 92.60°W